# Площа хорватських велетнів

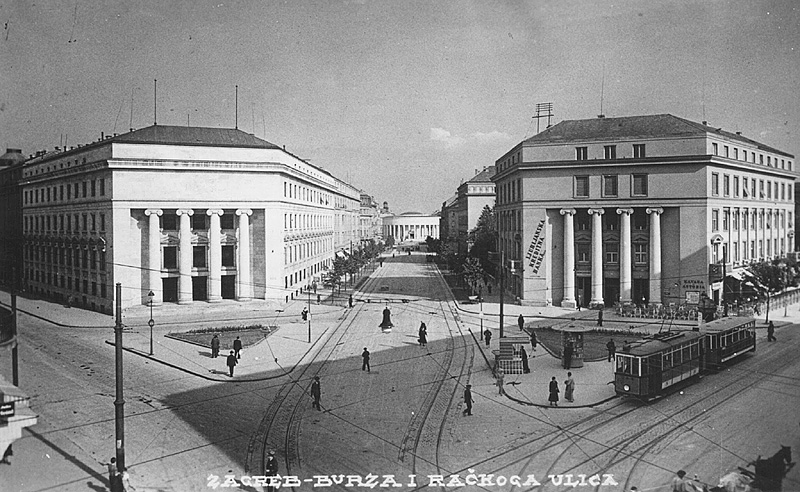
Площа в 1930-х рр.

Площа хорватських велетнів (хорв. Trg hrvatskih velikana) — одна з центральних площ у столиці Хорватії Загребі, розташована в Нижньому місті на схід від площі бана Єлачича.

## Історія та архітектура
До кінця Першої світової війни територія, де сьогодні знаходиться площа, забудована не була і використовувалася під ярмарки. Площу спроєктовано згідно з містобудівним планом 1923 року як вхід у нову на той час східну частину міста. Майдан утворився у 1927 році шляхом зведення двох симетрично розміщених монументальних будівель: Біржового палацу (нині Хорватський національний банк) роботи архітектора Віктора Ковачича (споруджений у 1923-1927 рр.) та будинку архітектора Аладара Бараньяя, де раніше знаходилося Міністерство науки, освіти та спорту, а нині міститься Центральне державне управління у справах хорватів за кордоном.
Західну сторону площі утворюють чотириповерхові будинки, ряд яких формує вулицю Драшковича, а на розі з вулицею Юришича стоїть житлово-комерційно-діловий модерністський будинок архітектора Бели Ауера 1929 року. Поруч — будівля архітектора Павла Дойча з 1931 року. На північній стороні площі, на розі з Драшковичевою знаходиться діловий та житловий будинок «Янекович» архітектора Уго Ерліха з 1928 року. Далі низка будівель, які дають початок вулиці Мартича. Посеред площі проходить дорога та трамвайна лінія у напрямку площі Жертв фашизму.
1995 року площу прикрасили два великі трикутні фонтани (архітектор Михайло Краньц) — по одному перед Національним банком і будівлею управління з питань хорватів за кордоном.

## Дотеперішні назви
Від часу побудови в 1928 році площа мала такі назви:
| Період    | Хорватська назва       | Переклад                   |
| --------- | ---------------------- | -------------------------- |
| 1928—1941 | Trg Burze              | Біржова площа              |
| 1941—1945 | Trg münchenskih žrtava | Площа мюнхенських жертв    |
| 1946—1990 | Trg Jože Vlahovića     | Площа Йожі Влаховича       |
| 1990—2001 | Trg Burze              | Біржова площа              |
| Із 2001   | Trg hrvatskih velikana | Площа хорватських велетнів |